# Skycar IV

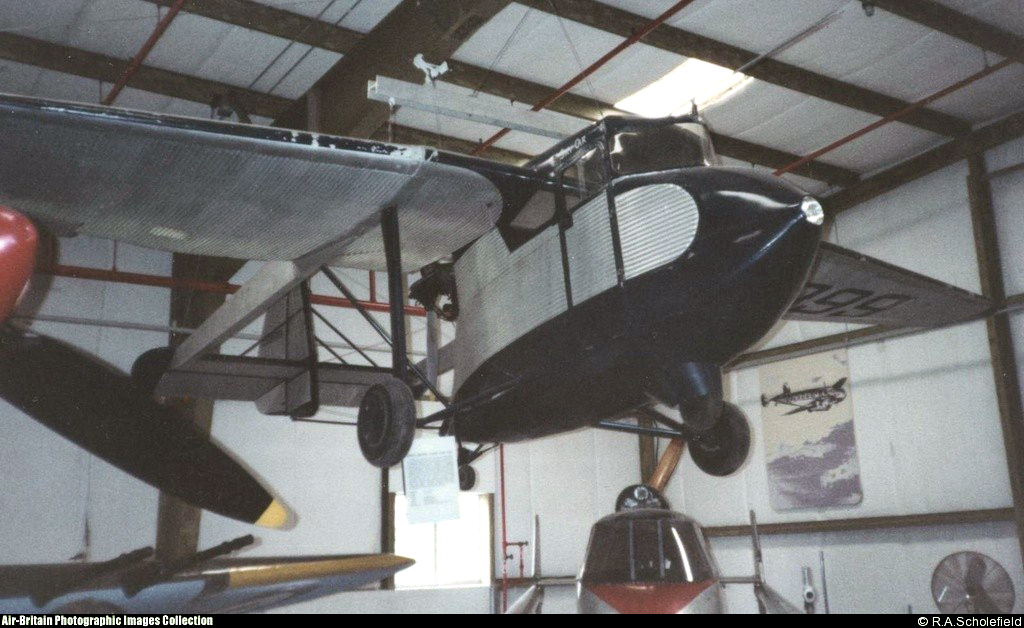
En Skycar IV i National Air and Space Museum i Silver Hill, Maryland, USA

Skycar IV var en amerikansk flygbil konstruerad av George Spratt och William Stout som tillverkades i prototypexemplar av Convair 1946.
Flygbilen som var tvåsitsig försågs med en högt placerad vinge som bars upp av stöttor från biltaket. Vid markkörning monterades endast vingen och propellern bort, medan stabilisator och fena var en del av bilens kaross. Huvudvingen var i viss mån rörlig och fungerade som skevroder, höjdroder och sidroder. Efter att projektet lades ner fortsatte Spratt på egen hand med utveckling av flygbilar långt in på 1980-talet.